# 트레버 스타인스
트레버 스타인스(영어: Trevor Stines, 1997년 3월 5일 ~ )는 미국 배우이다. 리버데일에서 그의 역할로 유명하다. 

## 출연
- 블루매치 코미디 (2015)
- 아미티빌 테러 (2016)
- 포스터 가족 (2016)
- 잘못된 구멍 (2016)
- 리버데일 (2017-2022)
- 퓨리티 폭포 (2019)
- 호수의 비밀 (2019)
- 살인 가능성이 가장 높음 (2019)
- 에반 우드 (2021)
- 루키: 연준 (2022)